# I. Mihály portugál király
I. Mihály (Miguel I., vagy teljes nevén: Miguel Maria do Patrocinio João Carlos Francisco de Assis Xavier Paula Pedro de Alcántara António Rafael Gabriel Joaquim José Gonzaga Evaristo de Bragança) (Lisszabon, 1802. október 26. – Karlsruhe, 1866. november 14.) Portugália királya, Zita osztrák császárné, magyar királyné anyai nagyapja. Nevét az Osztrák Császárság egyik magyar kiállítású sorgyalogezrede, a 39. is viselte (K. K. 39. Infanterie-Regiment Dom Miguel).

## Élete
VI. János király gyermeke. Esküdt ellensége volt az alkotmányosságnak, 1824-ben elfogatta a kormány tagjait, apját pedig őrizet alá helyeztette. János királynak sikerült egy angol hajóra menekülnie, és Mihálynak száműzetésbe kellett vonulnia. Apja halála után 1826. március 10-én bátyja, I. Dom Pedro brazil császár lemondott a portugál trónról, amit lányára, Mária da Glóriára hagyott azzal a kikötéssel, hogy nagykorúságáig Mihály legyen a régens, majd vegye őt nőül. Mihály át is vette a régensséget 1828. február 26-án, de már június 30-án kikiáltatta magát királlyá. Uralmát, amit csak a pápa és a spanyol király ismert el, a liberálisok kegyetlen üldözésével tette nevezetessé.
1831 júniusában Péter császár angol és francia segítséggel megjelent Portugáliában, és 1833. július 28-án elfoglalta Lisszabont. Mihály Evorába menekült, aholt 1834. május 26-án lemondott a trónról, de alighogy távozott, újból bejelentette trónigényét. Eztán Bécsben és Németországban élt.

## Házassága, utódai
1851-ben feleségül vette Adelheid Zsófia löwenstein–wertheim–rosenbergi hercegnőt (1831–1909), Konstantin zu Löwenstein-Wertheim-Rosenberg herceg (1802–1838) és Marie Agnes von Hohenlohe-Langenburg hercegnő (1804–1833) leányát, akitől hét gyermeke született:
- Mária (1852–1941)
- Mihály (1853–1927)
- Mária Terézia (1855-1944), Károly Lajos osztrák főhercegnek (1833–1896), Ferenc József császár öccsének harmadik felesége.
- Mária Jozefa (José) (1857–1943), Károly Tivadar bajor herceg, a szemorvos második felesége.
- Adelgunda (1858–1946)
- Mária Anna (1861–1942),  1893-tól IV. Vilmos luxemburgi nagyherceg felesége.
- Mária Antónia (1862–1959), I. Róbert parmai herceg felesége, Zita osztrák császárné, magyar királyné édesanyja.

## Érdekesség
- I. Mihály király nevét viselte 1827 és 1866 között a császári-királyi debreceni 39. sz. gyalogezred.